# Kanalsystem Beresina
Das Kanalsystem Beresina (belarussisch Бярэзінская водная сістэма, russisch Березинская водная система) verband im 19. Jahrhundert das Schwarze Meer mit der Ostsee. Dazu wurden auf 161,5 Kilometer bestehende Flussläufe ausgebaut und mit Kanälen verbunden. Es gab 14 Schleusen und vier Wehre. Der Kanal führt über die Kontinental-Wasserscheide (Ostsee/Schwarzes Meer), die hier trotz der großen Distanzen zu den Meeren nur 150 Meter hoch liegt.

## Geschichte
Die ersten Projekte, die den Dnjepr mit der Düna (belarussisch Заходняя Дзвіна) verbanden, wurden 1701 entwickelt. Es bestand ein erhebliches Interesse an dem Holzreichtum der Wälder des Gouvernement Minsk.
Die Idee des Beresina-Kanals hatte der polnischen Adlige Czaczky 1794. Das Kanalsystem wurde zwischen 1797 und 1805 gebaut. Die Ingenieure waren Johann Conrad Gerhard, sein Sohn Fjodor (Ferdinand) Gerhard, M.I. Freigang, Jan de Witte, François Sainte de Wollant. Das System wurde 1810–1812, 1823–1836 und in den 1870–1880er Jahren rekonstruiert und ausgebaut.
Da der Kanal zum großen Teilen durch Feuchtgebiete führt, war der Ausbau sehr aufwändig und technisch anspruchsvoll. Die stark gewundenen Flussläufe machten den Verkehr kompliziert. Teilweise wurde der Lauf durch kurze Verbindungskanäle verkürzt und vereinfacht. Das System wurde von kleinen Kähnen und Flößen befahren. Mit dem Verlauf durch einige Seen sowie durch Speicherbecken versuchte man die Fahrrinne auf 1 Meter Tiefe zu halten. In Trockenperioden musste der Verkehr eingestellt werden. Im Winter war durch Eisgang der Kanalbetrieb nicht möglich.

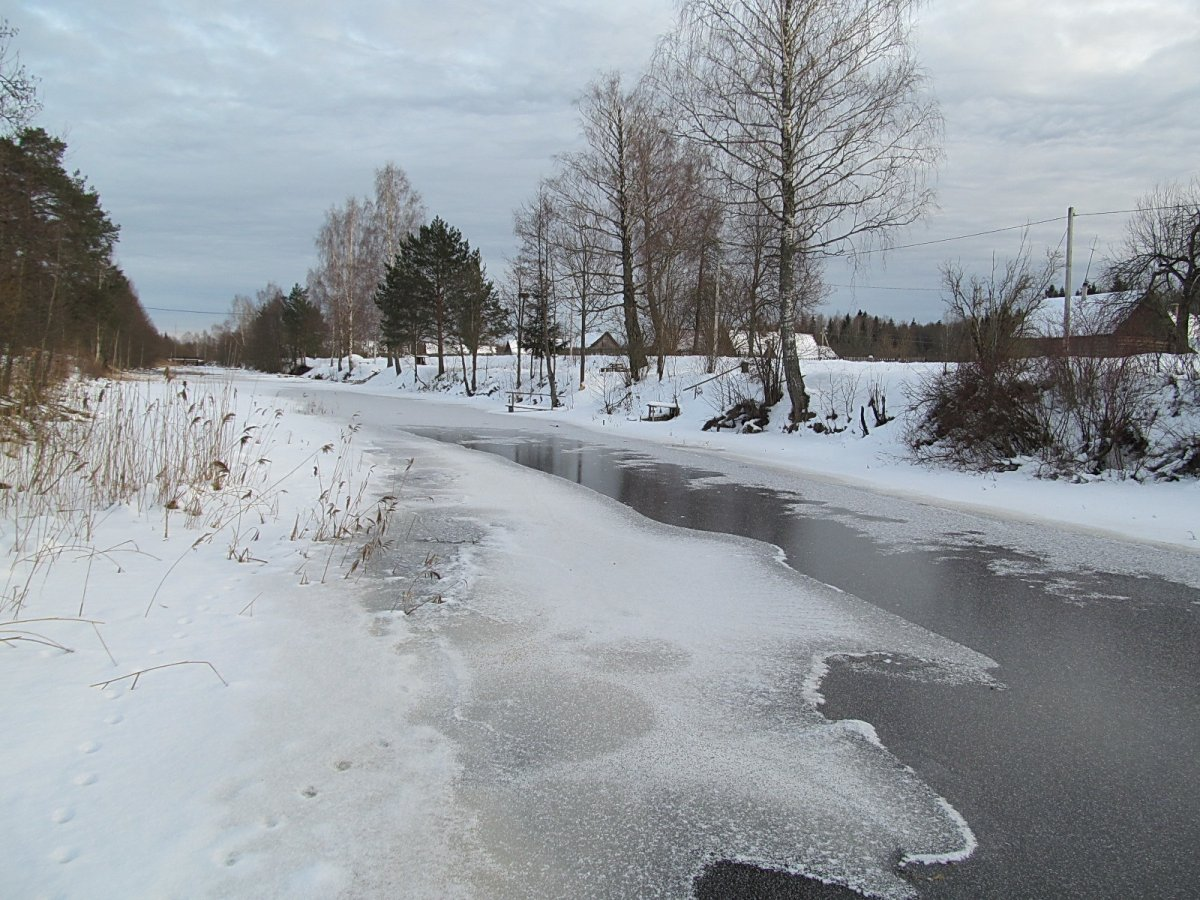
Berezinsky-Kanal bei

Dieser Wasserweg ermöglichte den Export von Stammholz, landwirtschaftlichen Erzeugnissen und Rohstoffen aus den Gouvernementen Mogiljow und Minsk bis in den Hafen von Riga. Der Verkehr in Richtung Süden war weniger ausgeprägt. Bis 1817 und ab den 1880er Jahren wurde der Schiffsverkehr betrieben, meist mit Treidelkähnen. Ende des 19. Jahrhunderts wurden bis zu 50 Millionen Pud Fracht befördert. Die Konkurrenz der Eisenbahn führte zu Beginn des 20. Jahrhunderts zum Niedergang des Wasserwegs. Noch vor 1941 wurde er zum Holztransport genutzt, aber während des Zweiten Weltkriegs wurden die Schleusen gesprengt und die Kanäle verfielen streckenweise endgültig.
Gegenwärtig werden Abschnitte der Kanäle bei Touristen zunehmend beliebter und ein interessantes Wassersportgebiet. Ein Teil führt durch weitläufige Naturschutzgebiete. Der Fischreichtum ist für Angler bemerkenswert.

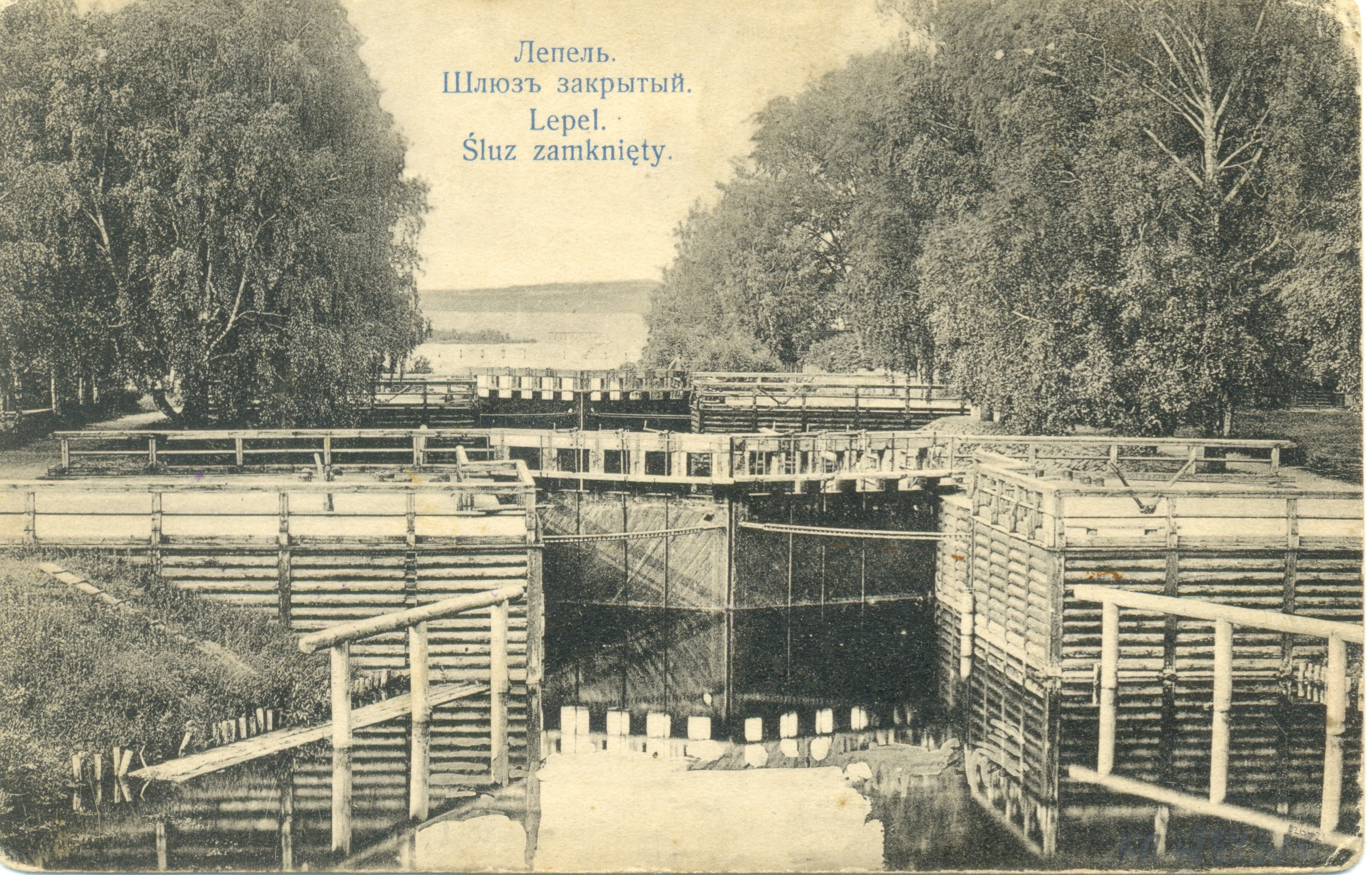
Schleuse bei Lepel